# 振兴街道 (牡丹江市)
振兴街道是中华人民共和国黑龙江省牡丹江市东安区下辖的一个街道办事处。

## 行政区划
振兴街道下辖以下村级行政区划单位：
。